# エドマンド・クリスピン
エドマンド・クリスピン (Edmund Crispin、1921年10月2日 - 1978年9月15日)は、イギリスの推理小説家、作曲家。
作曲家としてはブルース・モンゴメリの筆名を用いた。本名はロバート・ブルース・モンゴメリ（Robert Bruce Montgomery）。
ジャーバス・フェン教授を主人公とする探偵小説や、コメディ映画「キャリー・オン」シリーズの映画音楽の作曲で知られる。

## 人生と仕事
バッキンガムシャー州、チェシャム・ボア生まれ。
マーチャント・テイラーズ・スクールで教育を受け、1943年にオックスフォードのセント・ジョンズ・カレッジを卒業。
その後2年間、オルガン奏者と合唱団長を務め、フィリップ・ラーキンとキングスリー・エイミスと親しくなった。
1943年から1945年までシュルーズベリー・スクールで教えながら探偵小説を書き始めた（ジョン・ディクソン・カーを愛読していたという）。
モンゴメリーはラーキンの執筆への野心を後押しし、アンドリュー・モーションによれば、「彼はラーキンに、執筆への献身的な取り組みと、飲酒や遊興への巨大な欲望を組み合わせて、見せかけではない芸術をつくりあげる方法のモデルを与えた」とされる。
彼は『オックスフォード・レクイエム』(Oxford Requiem、1951)で声楽と合唱音楽の作曲家として成功し、後に映画音楽に転向して1950年代の多くのイギリスのコメディ映画の音楽を作曲した。「キャリー・オン」シリーズの6つの作品（Carry On Sergeant (1958)、Carry On Nurse (1959)、Carry On Teacher (1959)、Carry On Constable (1960)、Carry On Regardless (1961)、Carry On Cruising (1962)）と、後にエリック・ロジャースによる劇場版でも使用された「キャリー・オンのテーマ」を作曲した。また、映画「ドクター」シリーズの 4作品 (Doctor in the House (1954)、Doctor at Sea (1955)、Doctor at Large (1957)、Doctor in Love (1960)) の楽曲を作曲した。
『Raising the Wind』 (1961) の脚本と楽曲の両方を書き、他に、『小さな誘拐犯』 (The Kidnappers、1953)、『Raising a Riot』(1955)、『目撃者』 (Eyewitness、1956)、『The Truth About Women』 (1957)、『The Surgeon's Knife』（1957）、『Please Turn Over』（1959）、『Too Young to Love』（1959）、『Watch Your Stern』（1960）、『No Kidding』（1960）、『Twice Round the Daffodils』（1962）、『怪人フー・マンチュー 連続美女誘拐事件』（The Brides of Fu Manchu、1966）などの作曲を担当した。

## 探偵小説
エドマンド・クリスピンのペンネームはマイケル・イネスの小説『ハムレット復讐せよ』(Hamlet, Revenge!)の登場人物に由来する。
架空の大学セント・クリストファーズ・カレッジのフェロー、ジャーバス・フェン教授を主人公とする9冊の推理作品を1944年から1953年にかけて発表した。
フェン教授のモデルは、クリスピンの家庭教師であったオックスフォード大学の W・G・ムーア教授 (W. G. Moore、1905 - 1978) であるという。
フーダニット(犯人捜し）の小説は、複雑な筋書きを持ち、密室の謎を含む幻想的でやや信じられない結末を迎える。
それらは、ユーモラスで文学的、時には茶番じみたスタイルで書かれており、登場人物たちは時折「第四の壁」を破り、読者に直接語りかけることもある。
すべての小説作品には、英文学、詩、および（特に）音楽への言及が頻繁に含まれる。中でも『白鳥の歌』(Swan Song)と『Frequent Hearses』の二作は特に音楽的な背景を持っている。
『白鳥の歌』では、リハーサル中のオペラ、リヒャルト・ワーグナーの『ニュルンベルクのマイスタージンガー』が舞台となり、オペラの世界を探索する。『Frequent Hearses』は映画スタジオが舞台で、映画音楽の作曲家ネイピアが登場する。
1950年の『Frequent Hearses』の出版以前に、モンゴメリはすでに映画音楽の分野で地位を確立しており、多忙な作曲家であった。

## 作曲家
ブルース・モンゴメリーは、ドキュメンタリーやスリラーを含む約40本の映画の音楽を作曲した。
代表作として、デヴィッド・ホイットルが編曲した「Carry-On Suite」のメインテーマ「a comedy March」があり、これは「Carry On Sergeant」 (1958)、「Carry On Nurse」 (1959)、「Carry on Teacher」 (1959) の楽曲が基になっている。
「Raising the Wind」 (1961) でモンゴメリーは、ストーリーライン、脚本、音楽を担当し、音楽を指揮し、技術顧問も務めた。
これらのコメディー映画によって大勢の聴衆に彼の音楽作品が届けられたが、これらはモンゴメリーによるコンサート作品や教会音楽とはまったく対照的な存在であった。これら作品は、1940年代半ば、彼がエドマンド・クリスピンの筆名で推理小説を発表し始めたころに始まった。初期の例は、1948年2月にトーキー市立管弦楽団によって初演された「Overture to a Fairy」(1946)である。
しかし教会音楽がより顕著な彼の業績であり、その集大成はオックスフォード・バッハ合唱団の委託により、1951年5月23日にオックスフォード大学のシェルドニアン・シアターで初演された「オックスフォード・レクイエム」(Oxford Requiem)である (シェルドニアン・シアターは、彼の推理小説『消えた玩具屋(The Moving Toyshop)』で犯行現場とされた場所である)。彼の親友であり師でもあったオルガン奏者・作曲家のゴドフリー・サンプソン(Godfrey Sampson)の死が、これを作曲する動機となった可能性がある。また彼はジャーバス・フェン教授の友人であるキャラクター、オルガン奏者のジェフリー・ヴィントナー(Geoffrey Vintner)のモデルでもあったと考えられてる。
＜「オックスフォード・レクイエム」は、「モンゴメリーのこれまでで最も重要な功績である」＞とタイムズ紙の評論家は書いている。
The choir of St John's College, Oxford has recorded the final movement, 'Lord, thou hast been our refuge'.
The Requiem was followed by his final major work for chorus, the secular Venus’ Praise, a setting of seven sixteenth and seventeenth century English poems.
あまり知られていないが、オペラの分野では2つの興味深いコラボレーションがある。ジョン・バーリーコーン(John Barleycorn)とコラボレーションした「アンバーリー・ホール(Amberley Hall)」では、モンゴメリー自身が「18世紀のイギリスを舞台にしたややスキャンダラスなバーレスク」と評している。キングスリー・エイミス(Kingsley Amis)が詩を提供した「To Move the Passions」は、1951年のフェスティバル・オブ・ブリテンのために委嘱されたバラード・オペラだった。しかしどちらも未完成のままであり、エイミスは、モンゴメリーが「大衆向けの不潔な映画音楽と悪臭を放つ物語を書く」のに忙しすぎると不満を漏らした。
モンゴメリーのオーケストラ作品のうち、「Overture to a Fairy Tale」と「弦楽オーケストラのためのコンチェルティーノ」(1950)だけが、純粋なインストゥルメンタルの作品である。
映画音楽についてはそこから派生した2つのコンサート作品の録音がある。
「Scottish Aubade」 (1952年のドキュメンタリー映画『Scottish Highlands』から）
「Scottish Lullaby」 (1953年の映画『The Kidnappers』から）
レーン(Lane)はモンゴメリーを「才能のある作曲家だが横道にそれ、アルコール依存症によって彼の可能性を最大限に発揮することができなかった。しかし一方、すべての作曲家が世界中の何百万もの人たちに曲を聴いてもらえるわけでもなく、すべてのリスナーが作曲家の名前を知っているわけでもない。」と評している。

## 後のキャリア
1950年代以降、作曲と執筆はほとんどなくなっていたものの、「サンデータイムズ」紙に犯罪小説とSF作品のレビューを書き続けていた（P・D・ジェイムズとルース・レンデルの初期の作品を賞賛している）。また彼は大酒飲みであったため、アルコール依存で苦しんだ時期があり、活動に長い空白期が生じている。
それ以外の場合、彼はデボン州トットネスで静かな生活（音楽、読書、教会に通い、ブリッジを楽しんだ）を楽しみ、同地区の開発、および開発しようとするすべての計画に抵抗し、可能な限りロンドンを訪れないようにしていた。
1964年にダーティントン近くの集落であるハイヤー・ウィークに建てた新しい家に引っ越した。
1969年の短編「私たちはあなたが執筆で忙しいことを知っていますが、ちょっと立ち寄っただけでも気にしないと思いました」は、作家が自分の執筆活動と社会的活動や余暇とバランスを取ることの難しさについてユーモラスに描いている。
1976年、秘書のアンと結婚、その2年後、過度の飲酒による健康不良から56歳で死去した。
人生の終わりに際して執筆活動を再開し、クリスピン名義の最後の小説「The Glimpses of the Moon」 (1977) を発表している。
2007年6月、David Whittle著の伝記『Bruce Montgomery / Edmund Crispin: A Life in Music and Books』が出版された。
フィン教授が登場する未発表の中編「The Hours of Darkness」が、2019年の年次アンソロジー『Bodies from the Library』に収録された。

## 小説
- 『金蝿』（The Case of the Gilded Fly (1944)、加納秀夫訳、ハヤカワ・ミステリ） 1957.12、のち再版 1998.10
- 『大聖堂は大騒ぎ』（Holy Disorders、滝口達也訳、国書刊行会、世界探偵小説全集39） 2004.5
- 『消えた玩具屋』（The Moving Toyshop (1946)、大久保康雄訳、ハヤカワ・ミステリ） 1956.12、のちハヤカワ・ミステリ文庫 1978.4
- 『白鳥の歌』（Swan Song (1947)、滝口達也訳、国書刊行会、世界探偵小説全集29） 2000.5 - ジャーバス・フェン教授
- 『愛は血を流して横たわる』（Love Lies Bleeding (1948)、滝口達也訳、国書刊行会、世界探偵小説全集5） 1995.4、のち創元推理文庫 2010.12 - ジャーバス・フェン教授
- 『お楽しみの埋葬』（Buried for Pleasure (1948)、深井淳訳、ハヤカワ・ミステリ） 1959.12、のちハヤカワ・ミステリ文庫 1979.4
- Frequent Hearses (1950) (published in the United States as Sudden Vengeance)
- 『永久の別れのために』（The Long Divorce (1951)、大山誠一郎訳、原書房） 2000.10
- The Glimpses of the Moon (1977)

## ノンフィクション
- 「簡潔さの女王」（The Mistress of Simplicity、秋津知子訳、早川書房、H・R・F・キーティング編、『アガサ・クリスティー読本』）

## 短編集
- 『列車に御用心』（Beware of the Trains(1953)、冨田ひろみ訳、論創社、論創海外ミステリ103） 2013.3
  - 「列車に御用心」Beware of the Trains (from Daily Sketch, Dec 1949)
  - 「苦悩するハンブルビー」Humbleby Agonistes (from London Evening Standard)
  - 「エドガー・フォーリーの水難」The Drowning of Edgar Foley (from London Evening Standard, Aug 1952)
  - 「人生に涙あり」"Lacrimae Rerum" (from Daily Sketch, Dec 1949)
  - 「門にいた人々」Within the Gates (from London Evening Standard, March 1952)
  - 「三人の親族」Abhorred Shears (from London Evening Standard)
  - 「小さな部屋」The Little Room (from London Evening Standard, Sept 1952)
  - 「高速発射」 Express Delivery (from London Evening Standard)
  - 「ペンキ缶」A Pot of Paint
  - 「すばしこい茶色の狐」The Quick Brown Fox (from London Evening Standard, Jan 1950)
  - 「喪には黒」Black for a Funeral
  - 「窓の名前」The Name on the Window
  - 「金の純度」The Golden Mean (from London Evening Standard, Aug 1952)
  - 「ここではないどこかで」Otherwhere
  - 「決め手」The Evidence for the Crown
  - 「デッドロック」Deadlock (from Ellery Queen's Mystery Magazine, June 1949)

- Fen Country (1979)
  - Who Killed Baker? (from London Evening Standard) (jointly with Geoffrey Bush)
  - Death and Aunt Fancy
  - The Hunchback Cat (from London Evening Standard, Aug 1954)
  - The Lion's Tooth (from London Evening Standard, Aug 1955)
  - Gladstone's Candlestick (from London Evening Standard, Aug 1955)
  - The Man Who Lost His Head (from London Evening Standard, 7 Aug 1955)
  - The Two Sisters
  - Outrage in Stepney (from Ellery Queen's Mystery Magazine, 1955)
  - A Country to Sell (from London Evening Standard, Aug 1955)
  - A Case in Camera (from London Evening Standard, Aug 1955)
  - Blood Sport (from London Evening Standard, Aug 1954)
  - The Pencil (from London Evening Standard, Feb 1953)
  - Windhover Cottage (from London Evening Standard, Aug 1954)
  - The House by the River (from London Evening Standard, Feb 1953)
  - After Evensong
  - Death Behind Bars (from Ellery Queen's Mystery Magazine, 1960)
  - We Know You're Busy Writing, But We Thought You Wouldn't Mind If We Just Dropped in for a Minute (from Winter's Crimes, 1969)
  - Cash on Delivery
  - Shot in the Dark (from London Evening Standard, 1952)
  - The Mischief Done (from Winter's Crimes, 1972)
  - Merry-Go-Round (from London Evening Standard, Feb 1953)
  - Occupational Risk (from London Evening Standard, 1955)
  - Dog in the Night-Time (from London Evening Standard, Aug 1954)
  - Man Overboard (from London Evening Standard, Aug 1954)
  - The Undraped Torso (from London Evening Standard, Aug 1954)
  - Wolf! (from London Evening Standard, Feb 1953)

## 短編集未収集の短編
- 「君が執筆で忙しいのは判ってるけど、ちょっと立ち寄っても気を悪くするはずはないと思ったんだ」（We Know You're Busy Writing, But We Thought You Wouldn't Mind If We Just Dropped in for a Minute、米山菖子訳、ハヤカワ・ミステリ、ジョージ・ハーディング編 『現代イギリス・ミステリ傑作集1』）
- 「救助信号」（A Message to Herr Dietrich、深井淳訳、日本版EQMM 1958.3 No.21）
- 「見方の問題」（All in the Way You Look at It、中村能三訳、日本版EQMM 1957.12 No.18）
- 「背中を丸めた猫」（The Hunchback Cat、大村美根子訳、ミステリマガジン 1983.11 No.331）
- 「姉妹」（The Two Sisters、田村義進訳、ミステリマガジン 1983.11 No.331）
- 「かっとなった男」（The Man Who Lost His Head、田村義進訳、ミステリマガジン 1983.11 No.331）
- 「速達便」（Express Delivery (1962)、井上一夫訳、荒地出版社、アントニー・バウチャー編、『年刊推理小説・ベスト16』）
- 「消えたダイアモンド」（Looking for a Diamond、泉真也訳、日本版EQMM 1965.4 No.106）
- 「ペンシル」（The Pencil、大庭忠男訳、ミステリマガジン 1977.2 No.250）
- 「執筆中につき危険!」（Danger, Writer at Work、山本俊子訳、ミステリマガジン 1977.4 No.252）
- 「堂々めぐり」（Merry-Go-Round、峰遙子訳、ミステリマガジン 1978.2 No.262）
- 「ファンシー伯母さん」（Death and Aunt Fancy、山本俊子訳、ミステリマガジン 1979.3 No.275）
- 「すばしこい茶色の狐」（The Quick Brown Fox、大庭忠男訳、ミステリマガジン 1980.4 No.288）
- 「アリバイの向こう側」（Overwhere、田口俊樹訳、ミステリマガジン 1981.3 No.299）
- 「おお、ダイヤモンド」（The Mischief Done、田村義進訳、ミステリマガジン 1981.12 No.308）
- 「＜悲愴＞殺人事件」（'Lacrimae Rerum'、田村義進訳、ミステリマガジン 1984.9 No.341）
- 「誰がベイカーを殺したか?」（Who Killed Baker?、ジェフリー・ブッシュと共作、望月和彦訳、ミステリマガジン 1985.4 No.348）、のち角川文庫、法月綸太郎編『法月綸太郎の本格ミステリ・アンソロジー』
- 「鉄格子の中の殺人」（Death Behind Bars、幾野宏訳、ミステリマガジン 1987.12 No.380）
- 「ライオンの歯」（The Lion's Teeth、菊地よしみ訳、ミステリマガジン 1989.6 No.398）
- 「闇の一撃」（Shot in the Dark、菊地よしみ訳、ミステリマガジン 1989.6 No.398）
  - 藤村裕美訳、創元推理文庫、小森収編『短編ミステリの二百年02』
- 「夜の犬」（Dog in the Night、菊地よしみ訳、ミステリマガジン 1989.6 No.398）
- 「グラッドストンの燭台」（Gladstone's Candlestick、宮脇孝雄訳、ミステリマガジン 1996.12 No.489）
- 「川べりの犯罪」（The Crime by the River、深町眞理子訳、創元推理文庫、エラリイ・クイーン編、『ミニ・ミステリ傑作選』）

## 編集
- 『Best Science Fiction』7冊（1960年代）